# Rudolf Krupička
Rudolf Krupička (Starkoč u Čáslavi, el 4 desembre de 1879 – Kutná Hora, el 20 d'octubre de 1951) va ser un poeta i dramaturg txec.

## Obra dramàtica
- 1915. Velký stil
- 1919. Vršovci
- 1922. Nový Majestát